# Isabel Urrutia
María Isabel Urrutia de los Mozos (Santander, 12 de febrero de 1975), conocida como Isabel Urrutia, es una jurista, politóloga y política española del Partido Popular. Actualmente es la consejera de Presidencia, Justicia, Seguridad y Simplificación Administrativa del Gobierno de Cantabria desde 2023.

## Biografía
Es licenciada en Derecho por la Universidad de Cantabria y en Ciencia Política por la Universidad Nacional de Educación a Distancia. Fue secretaria general de Nuevas Generaciones en Cantabria entre 1999 y 2003, y miembro de su Comité Ejecutivo Nacional de 2000 a 2004. Forma parte del Comité Ejecutivo del Partido Popular de Cantabria desde el año 2005.
Tras las elecciones al Parlamento de Cantabria de 1999 fue elegida diputada autonómica, cargo que mantuvo hasta julio de 2011, cuando renunció a su acta para convertirse en la nueva directora del Instituto Cántabro de Servicios Sociales (ICASS) bajo la presidencia de Ignacio Diego. Regresó a la cámara en 2015 y la abandonó ocho años después, al ser nombrada consejera de Presidencia, Justicia, Seguridad y Simplificación Administrativa por la presidenta María José Sáenz de Buruaga en julio de 2023.